# Фераро (Ређо ди Калабрија)
Фераро (итал. Ferraro) је насеље у Италији у округу Ређо ди Калабрија, региону Калабрија.
Према процени из 2011. у насељу је живело 163 становника. Насеље се налази на надморској висини од 174 м.